# Jaromír Makovička
Jaromír Makovička (* 3. září 1922) je bývalý český silniční motocyklový závodník.

## Závodní kariéra
V místrovství Československa startoval v letech 1954-1961. V celkové klasifikaci skončil nejlépe na třetím místě ve třídě do 250 cm³ v roce 1955. V roce 1954 vyhrál závod mistrovství republiky v Ostravě.

## Umístění
- Mistrovství Československa silničních motocyklů
  - 1954 do 350 cm³ - vyhrál závod v Ostravě
  - 1955 do 250 cm³ - 3. místo
  - 1958 do 350 cm³ - 8. místo
  - 1959 do 350 cm³ - 9. místo
  - 1961 do 350 cm³ - nebodoval

- Hradecký okruh [1]
  - 1952 6. ročník - 18. května 1952 do 350 cm³:  1. Jaromír Makovička, 2. Ladislav Štajner, 3. Václav Parus (Přihlíželo 15 000 diváků)
  - 1954 8. ročník - 23. května 1954 do 350 cm³: 1. Jaromír Makovička, 2. František Bartoš, 3. Miroslav Čada (Startovali přední českoslovenští jezdci, závodům přihlíželo 10 000 diváků. Absolutním vítězem se stal František Šťastný(500 cm³), který projel trať dlouhou 58,8 km v čase 30:22,1 minuty)